# Morra De Sanctis
Morra De Sanctis es uno de los 119 municipios o comunas ("comune" en italiano) de la provincia de Avellino, en la región de Campania. Con cerca de 1.408 habitantes, según el censo de 2005, se extiende por una área de 30 km², teniendo una densidad de población de 47 hab/km². Linda con los municipios de Andretta, Conza della Campania, Guardia Lombardi, Lioni, Sant'Angelo dei Lombardi, Teora.

## Demografía
| Gráfica de evolución demográfica de Morra De Sanctis entre 1861 y 2001 |
|                                                                        |
| Fuente ISTAT - elaboración gráfica de Wikipedia                        |

- Datos: Q55070
- Multimedia: Morra De Sanctis / Q55070

1. ↑  Worldpostalcodes.org, código postal n.º 83040.
2. ↑  «Codici Catastali». Comuni-italiani.it (en italiano). Consultado el 29 de abril de 2017.